# Риддерська збагачувальна фабрика
Риддерська збагачувальна фабрика — виробничий майданчик на сході Казахстану, який працює з рудами поліметалічних родовищ.
Ще наприкінці 18 століття в долині річки Ульба почалась розробка рудних родовищ. Втім, особливого розмаху вона набрала вже у часи існування СРСР, коли тут спершу діяло об'єднання «Алтайполіметал», а з 1945-го — Леніногорський свинцевий комбінат. Видобута руда з 1926 року проходила підготовку на місцевій збагачувальній фабриці, яка наприкінці 1990-х перейшла під контроль концерну «Казцинк» та наразі відома як складова частина його Риддерського гірничо-збагачувального комплексу.
Фабрика переробляє або переробляла методом флотації сульфідні свинцево-цинкові та мідні руди з рудників Риддер-Сокольного родовища, сульфідні поліметалічні руди з Тішинського (починаючи з 1963) та Долинно-Обручевського (з 2017-го) рудників, сировину з Шубінського рудника (з 2004-го), а також шлами Тішинського родовища. Продукцією збагачувальної фабрики є мідний, свинцевий, цинковий та золотовмісний концентрати, які постачаються на належні «Казцинку» Риддерський металургійний та Усть-Каменогорський металургійний заводи. Відходи збагачення наразі відправляються у Талівське хвостосховище, звдіки зливні води перекачуються до Чашинського хвостосховища з наступною відправкою назад до цехів збагачувальної фабрики.
Станом на середину 2010-х проєктна річна потужність Риддерської фабрики становила 4,7 млн тонн руди, тоді як фактичний обсяг переробки в 2015-му становив 3,1 млн тонн.